# All-America Football Conference
All-America Football Conference (skrót: AAFC, Wszechamerykańska Konferencja Futbolowa) - zawodowa liga futbolu amerykańskiego działająca w latach 1946–1949. 
Powstała w celu rywalizacji z ligą NFL, stając się jednym z jej najgroźniejszych przeciwników. Lidze AAFC udało się przyciągnąć wielu z najlepszych futbolistów tamtych czasów, wypromować solidne zespoły oraz wprowadzić wiele zmian do zasad gry, które przyjęły się na stałe.
Mimo sukcesów, lidze nie udało się sprostać konkurencji z dojrzalszym konkurentem. Trzy z siedmiu zespołów (Cleveland Browns, San Francisco 49ers i Baltimore Colts) zostały wchłonięte przez NFL.

## Finały
| Sezon | Data       | Zwycięzca        | Wynik | Finalista           | Widzów |
| ----- | ---------- | ---------------- | ----- | ------------------- | ------ |
| 1946  | 22 grudnia | Cleveland Browns | 14-9  | New York Yankees    | 41.181 |
| 1947  | 14 grudnia | Cleveland Browns | 14-3  | New York Yankees    | 60.103 |
| 1948  | 19 grudnia | Cleveland Browns | 49-7  | Buffalo Bills       | 22.981 |
| 1949  | 11 grudnia | Cleveland Browns | 21-7  | San Francisco 49ers | 22.550 |